# Ceramius socius
Ceramius socius är en stekelart som beskrevs av Turner 1935. Ceramius socius ingår i släktet Ceramius och familjen Masaridae. Inga underarter finns listade.